# Wolf Hall (miniserie televisiva)
Wolf Hall è una miniserie televisiva britannica in sei parti trasmessa dal 21 gennaio al 25 febbraio 2015 sul canale BBC Two. La serie, diretta da Peter Kosminsky e sceneggiata da Peter Straughan, è un adattamento dei romanzi Wolf Hall e Anna Bolena, una questione di famiglia di Hilary Mantel.
La serie narra la rapida ascesa di Thomas Cromwell alla corte di Enrico VIII d'Inghilterra fino alla morte di Anna Bolena. Cromwell ottiene il favore del re riuscendo a far annullare il matrimonio di Enrico con Caterina d'Aragona.
Nel 2024 è stata trasmessa su BBC One una seconda miniserie dal titolo Wolf Hall: The Mirror and the Light, adattamento del terzo e ultimo romanzo della trilogia di Mantel.

## Personaggi e interpreti

### Personaggi principali
- Thomas Cromwell, interpretato da Mark Rylance.
- Enrico VIII d'Inghilterra, interpretato da Damian Lewis.
- Anna Bolena, interpretata da Claire Foy.
- Thomas Howard, III duca di Norfolk, interpretato da Bernard Hill.
- Tommaso Moro, interpretato da Anton Lesser.
- Stephen Gardiner, interpretato da Mark Gatiss.
- Eustace Chapuys, interpretato da Mathieu Amalric.
- Caterina d'Aragona, interpretata da Joanne Whalley.
- Cardinale Thomas Wolsey, interpretato da Jonathan Pryce.
- Rafe Sadler, interpretato da Thomas Brodie-Sangster.
- Gregory Cromwell, interpretato da Tom Holland.
- Harry Percy, interpretato da Harry Lloyd.
- Jane Rochford, interpretata da Jessica Raine.
- Johane Williamson, interpretata da Saskia Reeves.
- Maria Bolena, interpretata da Charity Wakefield.

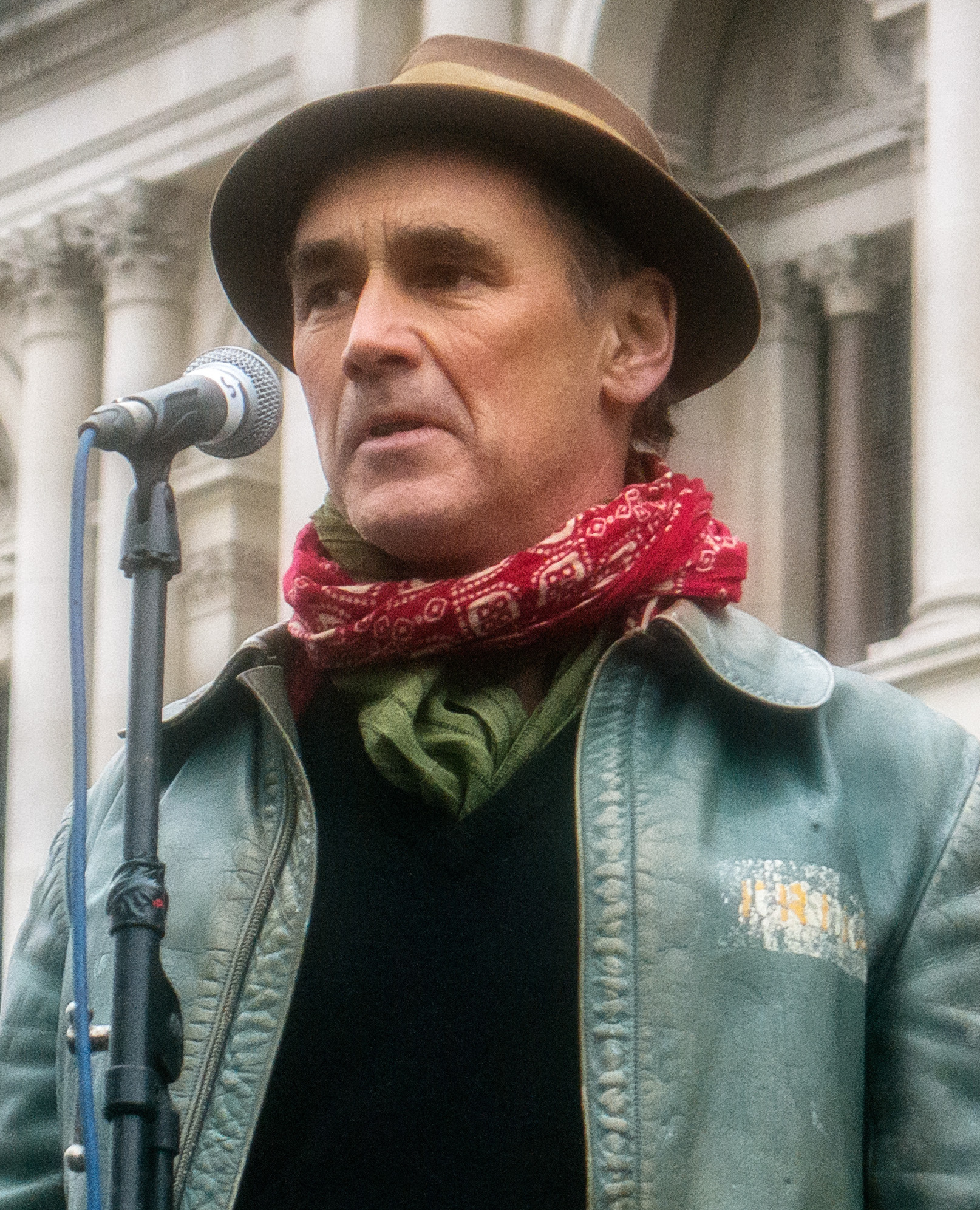
Mark Rylance interpreta Thomas Cromwell.
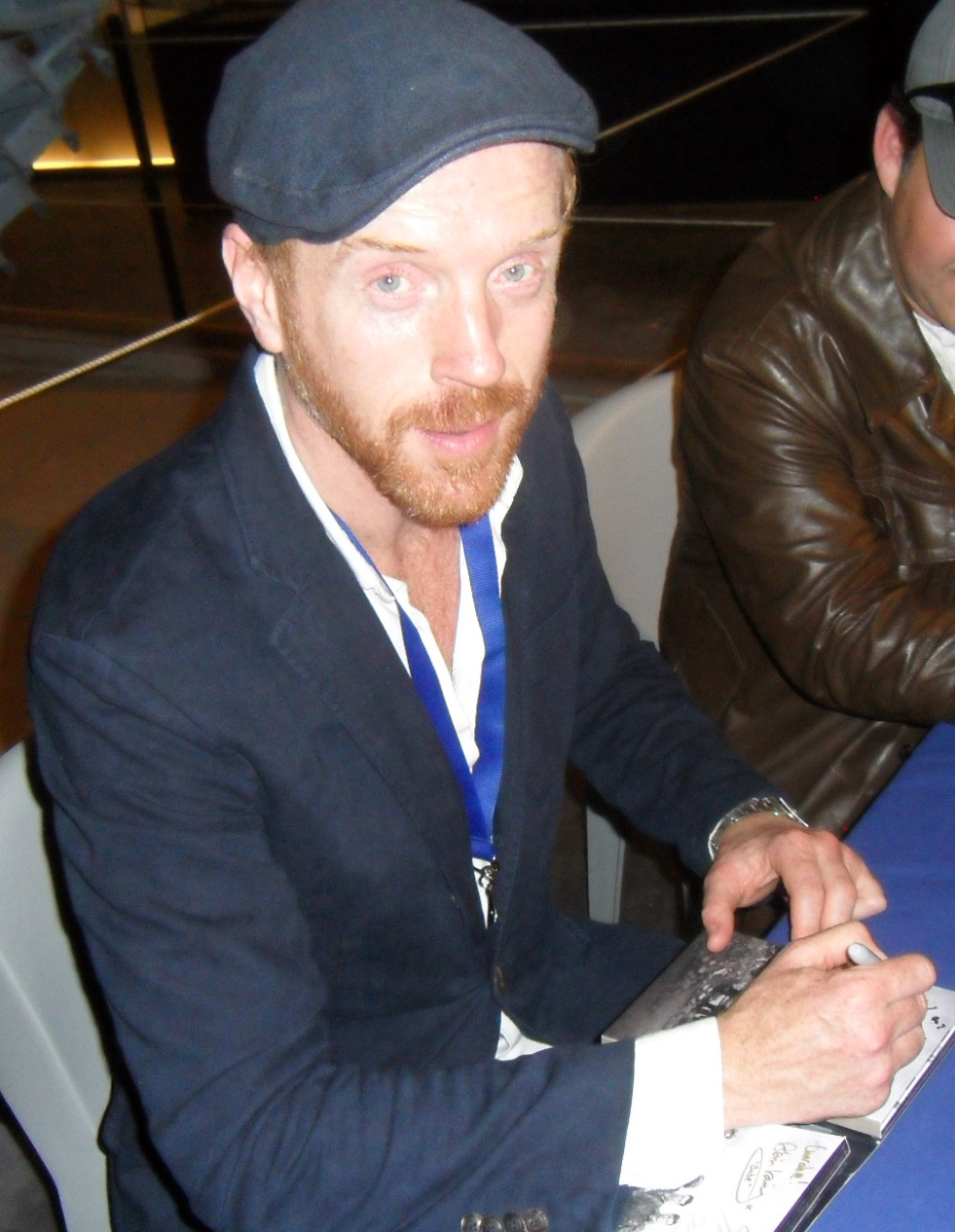
Damian Lewis interpreta Enrico VIII d'Inghilterra.
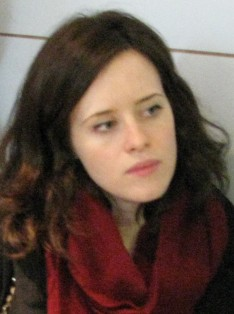
Claire Foy interpreta Anna Bolena.
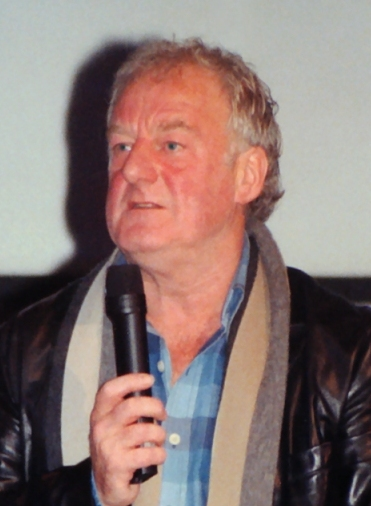
Bernard Hill interpreta Thomas Howard, III duca di Norfolk.
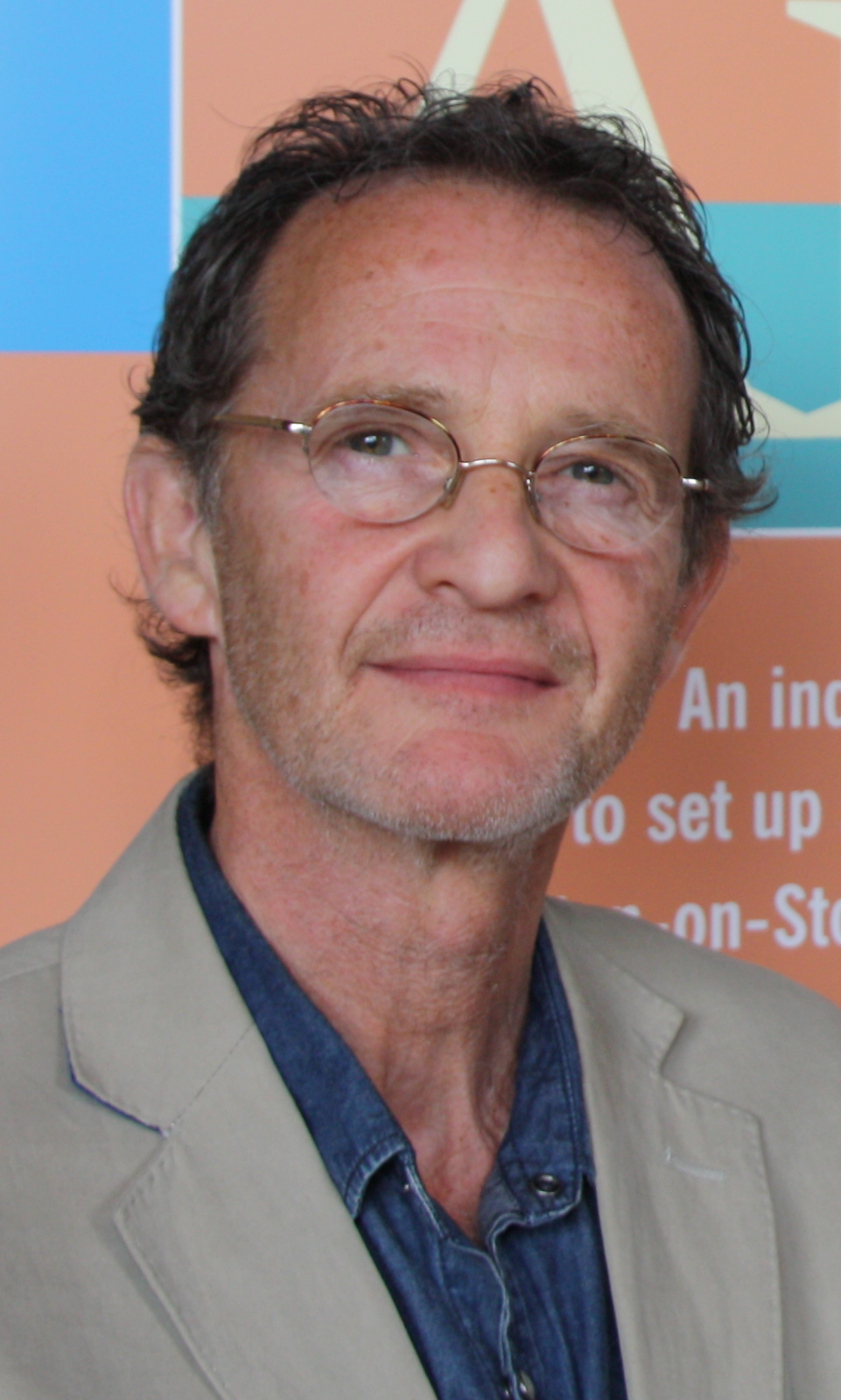
Anton Lesser interpreta Tommaso Moro.
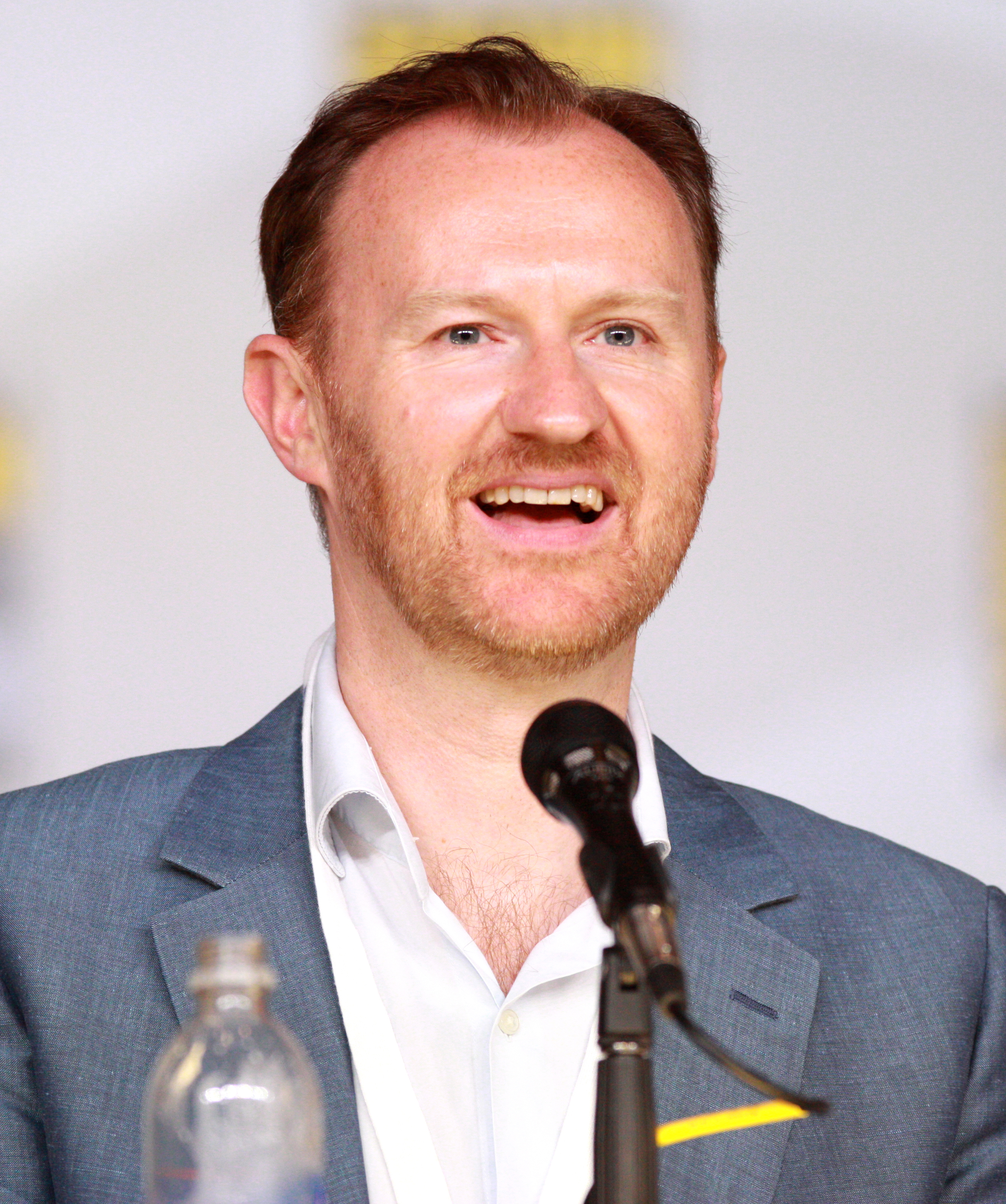
Mark Gatiss interpreta Stephen Gardiner.
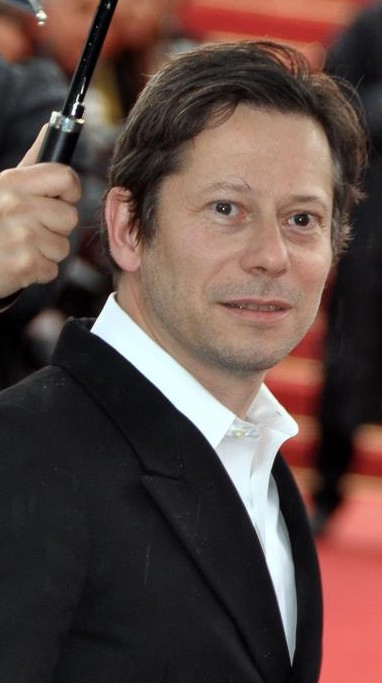
Mathieu Amalric interpreta Eustace Chapuys.
Jonathan Pryce interpreta il cardinale Thomas Wolsey.
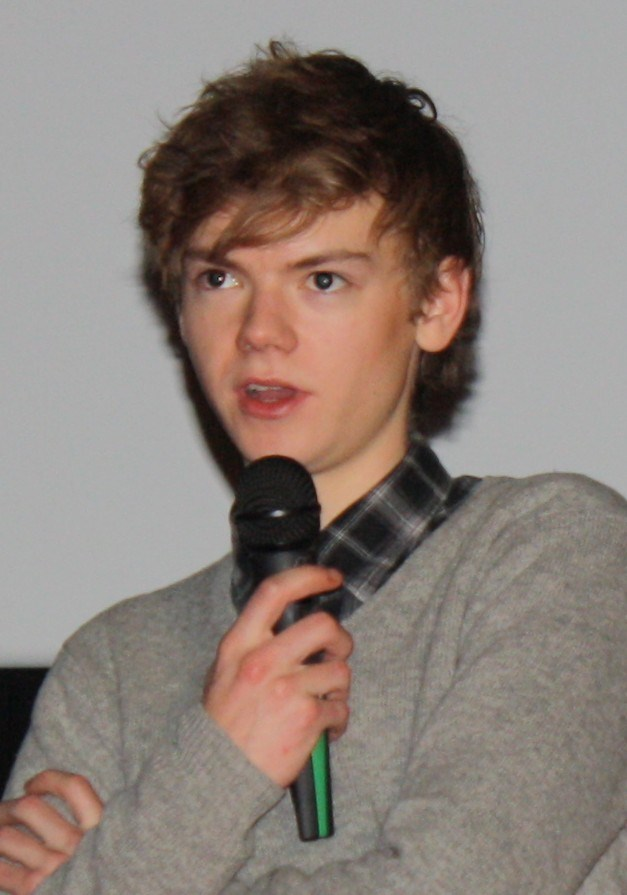
Thomas Brodie-Sangster interpreta Rafe Sadler.
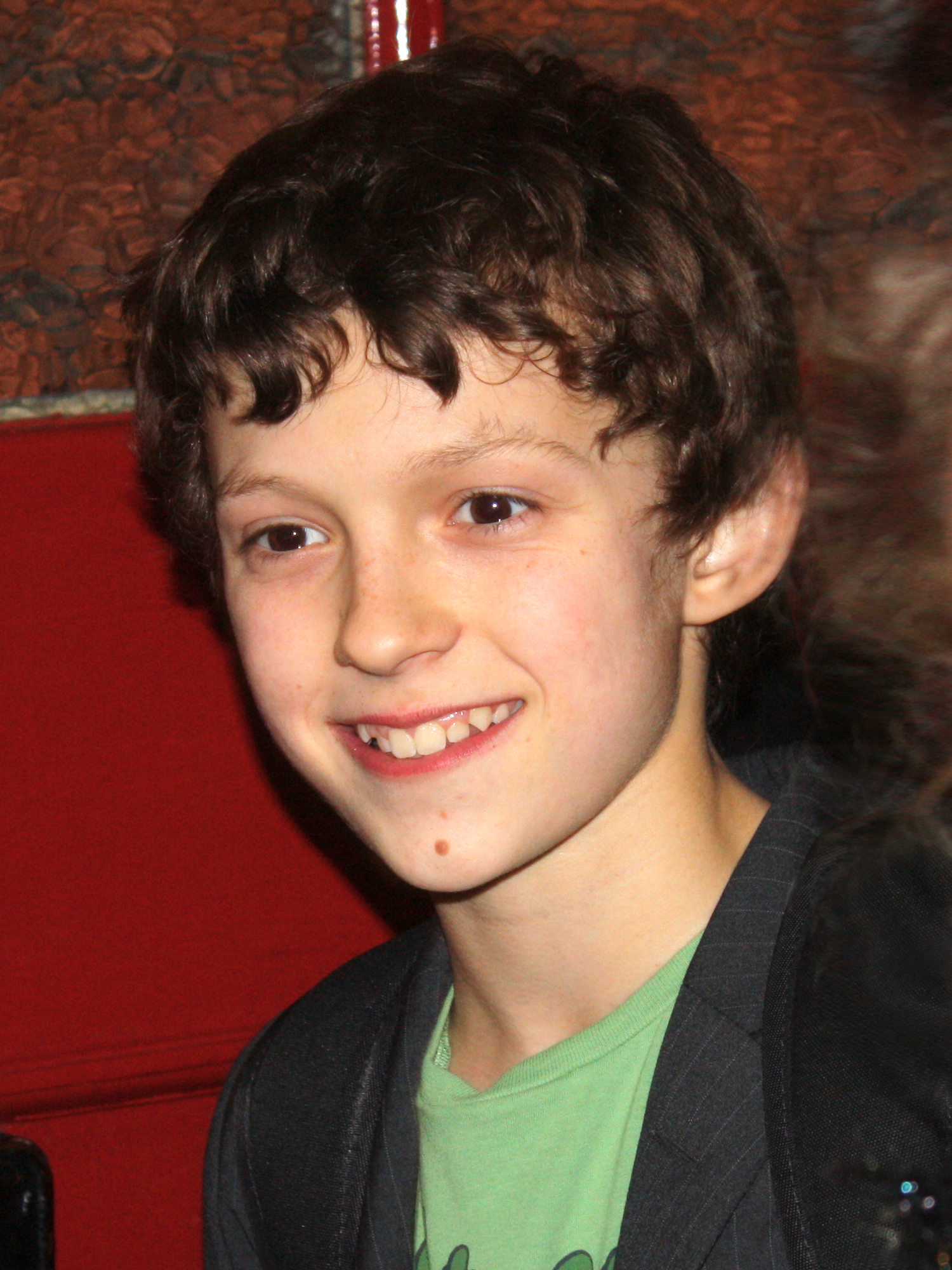
Tom Holland interpreta Gregory Cromwell.
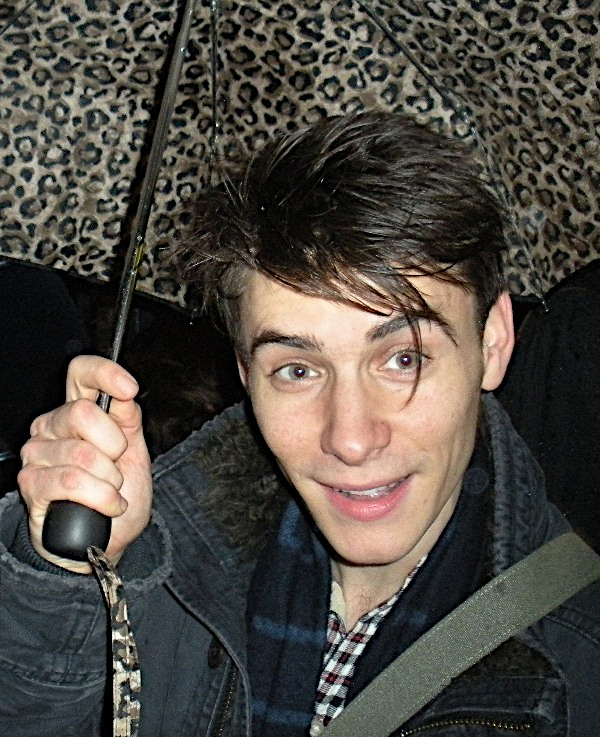
Harry Lloyd interpreta Harry Percy.

## Puntate
La miniserie è stata trasmessa in prima visione assoluta sul canale BBC Two dal 21 gennaio al 25 febbraio 2015. In Italia è inedita.